# كزنار (خومة)
کزنار (بالفارسية: کزنار) هي قرية تقع في إيران في قسم خومة الریفي. يقدر عدد سكانها بـ 381 نسمة بحسب إحصاء 2016.